# Кирьяновщина
Кирьяновщина — деревня в Доможировском сельском поселении Лодейнопольского района Ленинградской области.

## История
На карте Санкт-Петербургской губернии Ф. Ф. Шуберта 1834 года упоминается деревня Кирьянова.

КИРЬЯНОВЩИНА — деревня принадлежит Казённому ведомству, число жителей по ревизии: 8 м. п., 12 ж. п. (1838 год)

КИРЬЯНОВА — деревня Ведомства государственного имущества, по просёлочной дороге, число дворов — 3, число душ — 8 м. п. (1856 год)

КИРЬЯКОВЩИНА — деревня казённая при реке Малой Ояте, число дворов — 2, число жителей: 2 м. п., 9 ж. п. (1862 год)

Согласно военно-топографической карте Санкт-Петербургской и Новгородской губерний 1863 года деревня называлась Кирьянова.
В конце XIX — начале XX века деревня административно относилась к Доможировской волости 3-го стана Новоладожского уезда Санкт-Петербургской губернии.
По данным «Памятной книжки Санкт-Петербургской губернии» за 1905 год деревня Кирьяновщина входила в Георгиевское сельское общество.

Деревня Кирьяновщина на карте РККА 1940 года

На карте РККА 1940 года деревня Кирьяновщина обозначена как безымянный населённый пункт к северо-западу от деревни Доможирово.
На 1 января 1950 года в деревне Кирьяновщина числилось 2 хозяйства и 6 жителей.
По данным 1966 и 1973 годов деревня Кирьяновщина входила в состав Доможировского сельсовета Волховского района.
По данным 1990 года деревня Кирьяновщина входила в состав Доможировского сельсовета Лодейнопольского района.
В 1997 году в деревне Кирьяновщина Доможировской волости проживал 1 человек, в 2002 году — 10 человек (все русские).
С 1 января 2006 года в составе Вахновакарского сельского поселения.
В 2007 году в деревне Кирьяновщина Вахновокарского СП проживали 11 человек, в 2010 году — 5.
С 2012 года в составе Доможировского сельского поселения.

## География
Деревня расположена в западной части района на правом берегу реки Кислая Оять вокруг небольшого озера.
К югу от деревни проходит федеральная автодорога Р21 (E 105) «Кола» (Санкт-Петербург — Петрозаводск — Мурманск).
Расстояние до административного центра поселения — 1 км.
Расстояние до ближайшей железнодорожной станции Оять-Волховстроевский — 7 км.

## Демография
| 1862 | 2007 | 2010 | 2014 | 2017 |
| ---- | ---- | ---- | ---- | ---- |
| 11   | →11  | ↘5   | ↗11  | ↘10  |

### Национальный состав
Согласно данным Всероссийской переписи населения 2021 года в деревне проживали 7 человек, все русские.

## Инфраструктура
По данным администрации Доможировского сельского поселения на 1 января 2021 года в деревне было зарегистрировано 2 домохозяйства и 10 жителей.